# Zamarada thalysia
Zamarada thalysia là một loài bướm đêm trong họ Geometridae.